# 알렉스 터 아베스트
앨릭스 터아베스트(Alex ter Avest, 1993년 2월 15일 ~ )는 미국의 배우이다.
채플힐에서 태어났다.

## 출연 작품

### 영화
- 스턱 인 러브 (2012) - 베키 역
- 한여름 밤의 유혹 (2014년) - 에마 셜로웨이 역
- 셀: 인류 최후의 날 (2016년) - 클로에 역
- Changeover (2016)

### 텔레비전
- 이스트바운드 & 다운 (2012)